# Коулбрук (Коннектикут)
Коулбрук (англ. Colebrook) — місто (англ. town) в США, в окрузі Лічфілд штату Коннектикут. Населення — 1361 особа (2020).

## Демографія
Згідно з переписом 2010 року, у місті мешкало 1485 осіб у 589 домогосподарствах у складі 438 родин. Було 722 помешкання
Расовий склад населення:
| - 97,5 % — білих - 0,6 % — азіатів - 0,3 % — чорних або афроамериканців - 0,2 % — вихідців з тихоокеанських островів - 0,1 % — корінних американців |

До двох чи більше рас належало 1,1 %. Частка іспаномовних становила 1,1 % від усіх жителів.
За віковим діапазоном населення розподілялося таким чином: 21,1 % — особи молодші 18 років, 63,7 % — особи у віці 18—64 років, 15,2 % — особи у віці 65 років та старші. Медіана віку мешканця становила 46,2 року. На 100 осіб жіночої статі у місті припадало 102,6 чоловіків;  на 100 жінок у віці від 18 років та старших — 104,5 чоловіків також старших 18 років.
Середній дохід на одне домашнє господарство  становив 95 700 доларів США (медіана — 84 583), а середній дохід на одну сім'ю — 101 545 доларів (медіана — 99 167). Медіана доходів становила 59 167 доларів для чоловіків та 48 824 долари для жінок. За межею бідності перебувало 4,6 % осіб, у тому числі 5,0 % дітей у віці до 18 років та 2,3 % осіб у віці 65 років та старших.
Цивільне працевлаштоване населення становило 827 осіб. Основні галузі зайнятості: освіта, охорона здоров'я та соціальна допомога — 21,6 %, будівництво — 13,7 %, виробництво — 13,1 %.